# Труд и техника (музикален албум)
„Труд и техника“ е студиен албум на българския рапър и музикален продуцент Худини и българския музикант и композитор Трикмюзик (Tr1ckmusic), издаден през 2015 г. Записването на албума протича в периода август – декември 2014 г. Продукцията включва 16 песни. . Първи сингъл от албума е интрото на албума „За баланс“.
„Труд и техника“ печели награда за „Най-добър албум за 2015 година“ на годишните награди на 359 Awards.
Албумът е записан в Студио 33, Бургас и се разпространява от Худ Джи Фем Ентертейнмънт на компакт диск и digital audio.

## Списък на песните в албума
| №   | Заглавие                                             | Автор(и)                                                             | Музика                        | Аранжимент     | Времетраене |
| --- | ---------------------------------------------------- | -------------------------------------------------------------------- | ----------------------------- | -------------- | ----------- |
| 1.  | За баланс                                            | Стоян Иванов                                                         | Лъчезар Добрев                | Лъчезар Добрев | 01:31       |
| 2.  | В коя графа попадам                                  | Стоян Иванов                                                         | Стоян Иванов                  | Лъчезар Добрев | 04:20       |
| 3.  | Пералня с участието на F.O. & Dim4ou                 | Стоян Иванов, Михаил Митев, Димчо Харалампиев                        | Стоян Иванов                  | Лъчезар Добрев | 03:55       |
| 4.  | Суша с участието на 45th & Криминал                  | Стоян Иванов, Иван Краев, Емил Костадинов                            | Лъчезар Добрев                | Лъчезар Добрев | 03:38       |
| 5.  | Ши си кажем с участието на X                         | Стоян Иванов, Николай Николов                                        | Стоян Иванов, Николай Николов | Лъчезар Добрев | 03:37       |
| 6.  | Фас Пауза (skit)                                     | Стоян Иванов, Васил Краев, Петко Иванов                              |                               |                | 00:26       |
| 7.  | Хладилника с участието на M.W.P.                     | Стоян Иванов, Мартин Орешков                                         | Лъчезар Добрев                | Лъчезар Добрев | 04:14       |
| 8.  | Час пик с участието на Добри Момчета, 45th & Каската | Стоян Иванов, Иван Краев, Васил Краев, Емил Костадинов, Диан Каличин | Лъчезар Добрев                | Лъчезар Добрев | 05:17       |
| 9.  | Нова Мода с участието на Madmatic                    | Стоян Иванов, Делян Атансов                                          | Стоян Иванов                  | Лъчезар Добрев | 03:45       |
| 10. | Фас пауза 2 (skit)                                   | Стоян Иванов, Васил Краев, Петко Иванов                              |                               |                | 00:42       |
| 11. | Цената                                               | Стоян Иванов                                                         | Стоян Иванов                  | Лъчезар Добрев | 02:55       |
| 12. | Без лимит                                            | Стоян Иванов                                                         | Стоян Иванов                  | Лъчезар Добрев | 03:53       |
| 13. | Дилема с участието на Fang                           | Стоян Иванов, Петко Иванов                                           | Стоян Иванов                  | Лъчезар Добрев | 03:57       |
| 14. | Аутро                                                | Стоян Иванов, Петко Иванов                                           |                               |                | 00:10       |
| 15. | За моите хора (бонус трак)                           | Стоян Иванов, Николай Николов                                        | Лъчезар Добрев                | Лъчезар Добрев | 03:55       |
| 16, | Марли (бонус трак)                                   | Стоян Иванов                                                         | Лъчезар Добрев                | Лъчезар Добрев | 02:55       |

## Видеоклипове
| Видеоклип | Премиера | Режисьор         |
| --------- | -------- | ---------------- |
| Пералня   | 2014     | D-Graphix        |
| Без лимит | 2015     | D-Graphix        |
| Дилема    | 2015     | Full House Image |
| Нова Мода | 2015     | D-Graphix        |

## Награди и номинации

### Годишни Български Хип-хоп Награди на 359hiphop.com[2]
- Най-добър албум за 2015 година (награда)

## Екип
Информация от официалния сайт на музикалния издател и обложката на албума. 
- Hoodini – вокали, музикален продуцент
- Трикмюзик – аранжимент на всички песни, изключителен продуцент, арт дизайн на обложката
- Fang – гост вокали, аудио инженер, изключителен продуцент
- Васил Краев – координатор и мениджър
- F.O., Dim4ou, Криминал, Добри Момчета, X, M.W.P., Каската, Madmatic, 45th – гост вокали